# ローグ (ダンジョンズ&ドラゴンズ)
ローグは、ファンタジー・ロールプレイングゲーム『ダンジョンズ&ドラゴンズ』（D&D）に登場するキャラクタークラスの一つ。
D&D初期から存在するクラスの１つだが、かつては「シーフ」とも呼ばれていた。ローグは多彩なクラスであり、騙しの技や素早い身のこなしで翻弄する。隠密行動と器用さにも優れ、初期の公式クラスの中では、唯一罠の発見と解除、鍵開けが可能だった。また、敵の不意を突いて「急所攻撃（sneak attack、以前の版では"backstab"）」を使用し、追加ダメージを与えることができる。

## 創作の起源
「シーフ」の能力やキャラクターは、様々な歴史や神話の中から採られているが、J・R・R・トールキンの「ビルボ・バギンズ」、フリッツ・ライバーの「グレイ・マウザー」、ジャック・ヴァンスの「キューゲル」などの、近代ファンタジー文学から明らかに影響を受けている。
ゲイリー・ガイギャックスは記事「Jack Vance and the D&D Game」の中で、ヴァンスの「キューゲル」とロジャー・ゼラズニイの「影のジャック」がシーフに与えた影響を強調している。

## 出版物での歴史

### Original Dungeons & Dragons
『Original Dungeons & Dragons』では、最初は存在しなかった。
D&Dファンのゲイリー・スウィッツァーは、ゲイリー・ガイギャックスと電話で"シーフ・クラス"のアイディアを共有した。開発はスウィッツァーのロールプレイング・グループで、TSR以外で初のD&Dサプリメント『The Manual of Aurania』の執筆者の1人、D・ダニエル・ワグナーによって主に行われた。シーフは、「Game Players Newsletter」 #9（1974年6月）で初めて公開された。その後、「シーフ」は1975年のオリジナル版グレイホーク・サプリメントに収録された。そのサプリメントで導入された新しい戦闘システムでは、d4ヒット・ダイスを持っていた。

### Dungeons & Dragons Basic set
『D&D Basic set』では、「シーフ」はキャラクター・クラスとして利用できた。後発版（モルドヴェイ版とメンツァー版）では、3つの属性（秩序、中立、混沌）のいずれかを選択できた。この版ではヒューマン以外の種族を別のクラスとして扱っていたため、シーフはヒューマンでなければならなかった。シーフはOD&DやAD&Dと同じ能力（低レベルでは同様に高い失敗率）を有しており、高レベルでは非魔法記述の文書（死語や秘密の暗号を含む）を読んだり、巻物からマジック・ユーザー呪文を使えたりする能力など、高い成功率の追加能力を獲得した。

### Advanced Dungeons & Dragons第1版
『Advanced Dungeons & Dragons』で「シーフ」は、『プレイヤーズハンドブック（『PHB』）』で利用可能な５つのコア・クラスの1つだった。AD&D第1版では、シーフはエルフ、ドワーフ、ハーフリングなどの,、非ヒューマン種族が無制限にレベルアップできる唯一のクラスだった。シーフのヒットダイスはd6に向上した。

### Advanced Dungeons & Dragons第2版
「シーフ」は「ローグ」グループのクラスとして、AD&D第2版『PHB』で利用できるコア・クラスの1つだった。第2版『PHB』によると、多くの有名な民衆英雄がシーフ・クラスのように紹介され、その中には『狐物語』のルナール、ロビン・グッドフェロー、『アリババと40人の盗賊』のアリババなどがいる。
AD&D第2版で初めて「ローグ（Rogue）」という用語が登場し、「しばしば他者を犠牲にして、日々知恵を絞って生きる」者たちで構成されるクラスのグループを表すために使われた。コアルールでは、これらの「ローグ」クラスは「シーフ」と「バード」だった。シーフは秩序にして善以外の属性であれば何でも構わないが、バードは少なくとも部分的に中立でなければならなかった。
シーフは強盗、チンピラ、あるいは「熟練のトレジャーハンター」であった。彼らは品物の獲得、隠密行動、そして罠の解除に特化していた。第1版とは異なり、第2版ではシーフがスキルを特化できるようになり、わずか数レベルの後に2つのスキルを習得できるようになった。
第1版ではシーフのサブクラスであった「アサシン」は、第2版のコア・ルールから除外された。アサシン は、単純に暗殺関連のスキルに特化した普通のシーフと同じように機械的に扱うことができると想定されていた。
シーフ・クラスの詳細については、『The Complete Thief's Handbook』に記載されている。

### Dungeons & Dragons第3版
「シーフ」は、『D&D第3版』で「ローグ」と呼ばれるようになった。スパイ、斥候、探偵、海賊、その他様々な悪党、そして盗賊など、ステルスや幅広いスキルに頼るキャラクターは、「ローグ」に分類される。実際、このクラスと他のクラスとの大きな違いは3つだけである。すなわち、優れたスキル適性、罠に気づく能力、そして特徴的な「急所攻撃」である。
ローグはレベルごとに8スキルポイントを獲得し、これは他のどのクラスよりも高い数値である。しかし、スキルポイントの数は知力によって変動するため、知力が非常に低いローグは、特に優秀なファイターと同等の働きしかできない可能性がある。ただし、ローグはより幅広いスキルから選択が可能である。また、第3版のスキルでは、以前の「シーフ」が採用していた固定パーセンテージロールが廃止され、難易度による判定が導入された。これにより、ローグは低レベル帯で出現する可能性のある、安っぽい鍵や普通の警備に対して、より有利な立場に立つことができる。
スキルシステムの変更により、通常罠を探知できるクラスはローグのみとなった。しかし、コア・ルールのサプリメントによって、「スカウト」など、罠を認識できる新しいクラスがいくつか追加された。
ローグは、相手がアーマー・クラスへの敏捷性ボーナスを失った時に、急所攻撃を仕掛ける能力を持つ。ローグはこの一時的な弱点を利用し、敵の重要な部位を攻撃することができる。この能力は以前は「backstab（背後からの一刺し）」だったため、オープンな戦闘でいつ適用できるか判断が難しかった。挟撃を可能にすることで、ローグは大きなダメージを与えることができるようになった。
「アサシン」は、第3版で上級クラス(Prestige Class)の選択肢として再導入された。
アイコニック・キャラクターは、ハーフリングの女「Lidda」である。

### Dungeons & Dragons第4版
『D&D第4版』では、「ローグ」の役割は撃破役であり、「武勇」のパワー源を持つ。
ローグは、敵の不意を突くような場所へ侵入し、戦闘上有利を得られる敵に追加の「奇襲攻撃」ダメージを与えることを得意とする。彼らはまた、ゲーム内のどのクラスよりも熟練したスキルを持ち、ステルスと盗賊（鍵開けやスリ、罠解除などのスキルを含む）の訓練を受けている。第4版のルールでは、同じクラスに「ローグ」と「シーフ」という、全く異なる2つのメカニクス概念が存在する。
ローグは第4版の『PHB』で導入され、当初は「Artful Dodgers」と「Brutal Scoundrels」の 2 つのタイプがあった。Artful Dodgers は簡単に敵をすり抜けたり側面から攻撃したりすることができ (魅力ボーナスを得て機会攻撃から身を守れる)、Brutal Scoundrels は筋力ボーナスを急所攻撃のダメージに加えてさらに攻撃を強める。『PHB』のローグは、 Explicits (コード化された技)に重点を置いている。これは、遭遇毎に1回、または1日に1回、任意に使用でき、どのように移動し、どのように攻撃するかを示すものである。『武勇の書（Martial Power）』では、メイスを簡単に使用でき、人々を威嚇して傷つけることに焦点を当てた「Ruthless Ruffian」が追加された。『武勇の書Ⅱ（Martial Power2）』では、誰も隠れられない影に隠れることができるため、通常は遠距離攻撃を専門とする「Cunning Sneak」が追加され、武器の才能としてクロスボウを選択するオプションが追加された。

#### Dungeons & Dragons Essentials
「シーフ」は『ヒーローズ・オヴ・ザ・フォールン・ランズ 墜ちた地の勇者（Heroes of the Fallen Lands）』で追加され、ローグの小競り合いに全く異なるアプローチを採用している。ローグのより映画的な能力を遭遇戦や日々の功績で表現するのではなく、ローグが移動中に用いる「tricks」で表現する。例えば、「Tactical Trick」は味方に隣接する敵に対して戦闘上の優位性をもたらし、「Sneak's Trick」はシーフがCunning Sneak・ローグと同じくらい簡単に隠れ、敵をより簡単に待ち伏せできるようにする。「アサシン」はD&D Insiderで専用クラスとして導入された。

### Dungeons & Dragons第5版
「ローグ」は、『D&D第5版』の『PHB』にコア・クラスの1つとして収録されている。第5版におけるローグの焦点は、技能判定への適性である。ローグは他のどのクラスよりも多くの技能に習熟しており、レベルアップによって得られる習熟強化は、それぞれの技能の能力値判定を向上させる。その中核となる特徴には、敵に見えないように忍び寄ったり、無力化したりすることで攻撃ロールに有利な状況を作ることができる「急所攻撃」が含まれる。
『PHB』では3レベルで、「シーフ」、「アサシン」、「アーケイン・トリックスター」の3種類のサブクラス「ローグの類型」から、1つを選択できる。「シーフ」は盗みを働くローグに焦点を当てており、手先の早業、登攀、隠密にボーナスがある。「アサシン」は、殺人を生業とするローグを扱い、標的を素早く始末したり、毒や偽の身元を作成したりすることができる。「アーケイン・トリックスター」は、ローグに部分的な呪文の使用を可能にする。第5版の発売以降、いくつかのソースブックでローグの類型の選択肢が拡張されている。『ソード・コースト・冒険者ガイド（Sword Coast Adventurer's Guide）』(2015) では、リーダーシップと欺瞞の専門家「マスターマインド」と、剣術と粋な挑発に焦点を当てた「スワッシュバックラー」が追加された。『ザナサーの百科全書（Xanathar's Guide to Everything）』 （2017）では、これらのサブクラスが再録された上で、探偵活動と調査に重点を置いた「インクィジティヴ」と、素早さといくつかの生存技能に重点を置いた「スカウト」が追加された。『ターシャの万物釜（Tasha's Cauldron of Everything）』（2020）では、さらに2つの類型「ファントム」と「ソウルナイフ」が追加された。

## 評価
Screen Rantは、第5版の12コア・クラスの中で、ローグを6番目に強力なクラスと評価した。
The Gamerは、『ザナサーの百科全書』に登場する32の新キャラクター・オプションの中で、第5版のローグのサブクラス「スワッシュバックラー」を「13の素晴らしいサブクラス」の1つとして紹介している。
FiveThirtyEightのGus Wezerekによる第5版のレポートでは、 2017年8月15日から9月15日までにD&D Beyondでプレイヤーが作成したキャラクター10万人あたりのクラスと種族の組み合わせの内、ローグは合計11,307で2番目に多かったと報告した。最も一般的な種族の組み合わせはヒューマン（2,542）で、次いでエルフ（2,257）、ハーフリング（1,797）であった。